# Stanley Cup 2008
La finale della Stanley Cup 2008 è stata una serie al meglio delle sette gare che ha determinato il campione della National Hockey League per la stagione 2007-08. Al termine dei playoff, i Pittsburgh Penguins, campioni della Eastern Conference, si sfidarono contro i Detroit Red Wings, campioni nella Western Conference. I Red Wings nella serie finale di Stanley Cup usufruirono del fattore campo, in virtù del maggior numero di punti ottenuti nella stagione regolare, 115 punti contro i 102 dei Penguins. La serie iniziò il 24 maggio e finì il 4 giugno con la conquista da parte dei Red Wings della Stanley Cup per 4 a 2.
Al termine della serie lo svedese Henrik Zetterberg fu premiato con il Conn Smythe Trophy, trofeo assegnato al miglior giocatore dei playoff.
Per la squadra di Detroit si trattò della ventitreesima partecipazione alla finale di Stanley Cup, la sua prima dopo il successo ottenuto nel 2002. L'undicesima finale di Stanley Cup vinta da Detroit coincise anche con la prima finale fra due formazioni di NHL statunitensi dal 2003. Per quanto riguarda invece Pittsburgh, questa fu la terza partecipazione alla finale, la prima dopo i successi ottenuti nel biennio 1991-1992. Come accadde in occasione del titolo del 2002, anche in quell'occasione i Detroit Red Wings furono in grado di ottenere nello stesso anno il Presidents' Trophy e la Stanley Cup.

## Contendenti

### Detroit Red Wings
I Detroit Red Wings accederono alla finale dopo aver ottenuto alla fine della stagione regolare la vittoria della Central Division e del Presidents' Trophy, grazie ai 115 punti raccolti in 82 incontri disputati. Guidata dal terzetto di attaccanti europei Henrik Zetterberg, Pavel Dacjuk e Johan Franzén, Detroit mise a segno 55 gol nei primi tre turni dei playoff. Nonostante le difficoltà di Dominik Hašek, sostituito a metà della serie da Chris Osgood, i Red Wings sconfissero in sei partite nei quarti di finale della Western Conference i Nashville Predators, rivali di Division. Successivamente in semifinale eliminarono seccamente 4-0 i Colorado Avalanche, mentre in finale dopo aver battuto i Dallas Stars in sei partite Detroit conquistò la quinta Clarence S. Campbell Bowl nella storia della franchigia.

### Pittsburgh Penguins
I Pittsburgh Penguins iniziarono i playoff partendo dal successo ottenuto nella Atlantic Division, e con il secondo miglior record della Eastern Conference alle spalle dei soli Montreal Canadiens. La squadra fu trainata da Sidney Crosby; dopo aver perso 29 partite della stagione regolare a causa di un infortunio alla caviglia, il capitano tornò ad essere decisivo, con 4 reti e 17 assist prima dell'inizio della serie con Detroit. Il portiere Marc-André Fleury fu in grado di ottenere 3 partite senza subire gol. Evgenij Malkin e Marián Hossa collezionarono entrambi nel corso dei playoff nove reti e dieci assist. I Penguins eliminarono per 4-0 gli Ottawa Senators nei quarti della Eastern Conference, mentre in semifinale ebbero la meglio in cinque partite dei rivali di Division dei New York Rangers. Il successo del Prince of Wales Trophy arrivò soltanto dopo aver eliminato gli acerrimi rivali dei Philadelphia Flyers nel derby della Pennsylvania, anche questa volta dopo cinque incontri.

## Serie

### Gara 1
| Arbitri: | Paul Devorski Dan O'Halloran |

|  |           |                                                       |
|  | Marcatori | 33:01, 42:16 Samuelsson 57:18 Cleary 59:47 Zetterberg |

### Gara 2
| Arbitri: | Brad Watson Marc Joannette |

|  |           |                                             |
|  | Marcatori | 06:55 Stuart 11:18 Holmström 48:48 Filppula |

### Gara 3
| Arbitri: | Paul Devorski Dan O'Halloran |

|                                |           |                                |
| Franzén 34:48 Samuelsson 53:37 | Marcatori | 17:25, 22:34 Crosby 47:18 Hall |

### Gara 4
| Arbitri: | Brad Watson Marc Joannette |

|                             |           |             |
| Lidström 07:06 Hudler 42:26 | Marcatori | 02:51 Hossa |

### Gara 5
| Arbitri: | Paul Devorski Dan O'Halloran |

|                                                   |           |                                        |
| Hossa 08:37 Hall 14:41 Talbot 59:25 Sýkora 109:57 | Marcatori | 22:54 Helm 46:43 Dacjuk 49:23 Rafalski |

### Gara 6
| Arbitri: | Brad Watson Marc Joannette |

|                                                |           |                          |
| Rafalski 05:03 Filppula 20:07 Zetterberg 47:36 | Marcatori | 35:26 Malkin 58:33 Hossa |

## Roster dei vincitori
| Vincitori della Stanley Cup 2008 Detroit Red Wings | Portieri: Chris Osgood, Dominik Hašek Difensori: Andreas Lilja, Nicklas Lidström (C), Derek Meech, Brett Lebda, Brad Stuart, Chris Chelios, Brian Rafalski, Niklas Kronwall Attaccanti: Dan Cleary, Pavel Dacjuk (A), Dallas Drake, Kirk Maltby, Aaron Downey, Darren McCarty, Jiří Hudler, Kris Draper (A), Mikael Samuelsson, Henrik Zetterberg (A), Darren Helm, Valtteri Filppula, Tomáš Kopecký (A), Johan Franzén, Tomas Holmström Staff Tecnico: Mike Babcock (Allenatore), Todd McLellan (Ass. allenatore), Paul MacLean (Ass. Allenatore) |